# Pica (Chile)
Pica ist ein Ort in der Provinz Tamarugal in der I Región de Tarapacá im Norden von Chile.
Der Ort liegt in einer Oase inmitten der Atacama-Wüste und ist berühmt für seine Zitronen. Es gibt eine heiße Quelle mit einer Oberflächentemperatur von 40 °C. Während der Ort Pica 4674 Einwohner hat, sind es in der gleichnamigen Gemeinde, die weitere kleine Ortschaften umfasst, 6178 Einwohner.

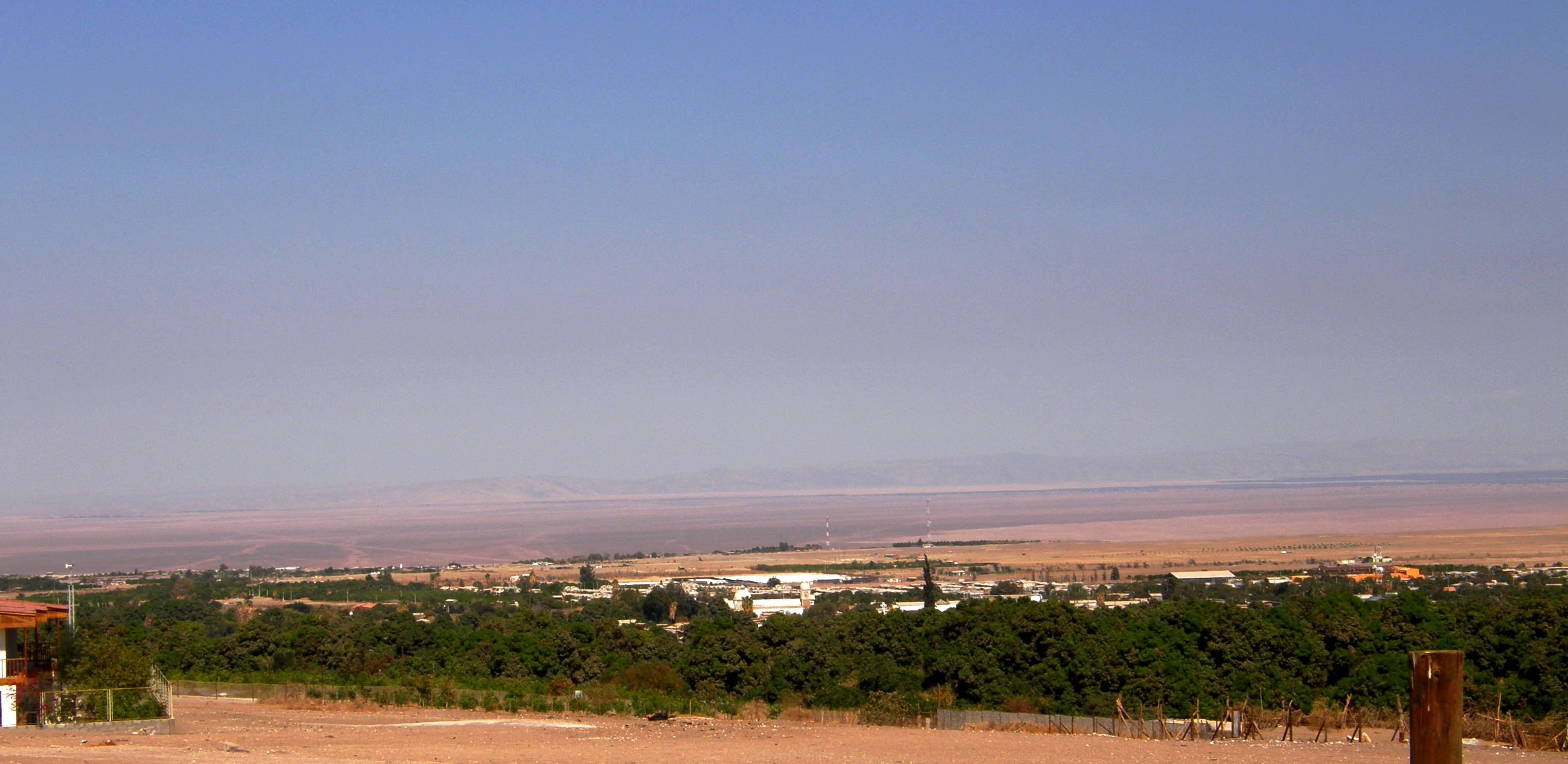
Panorama des Ortes
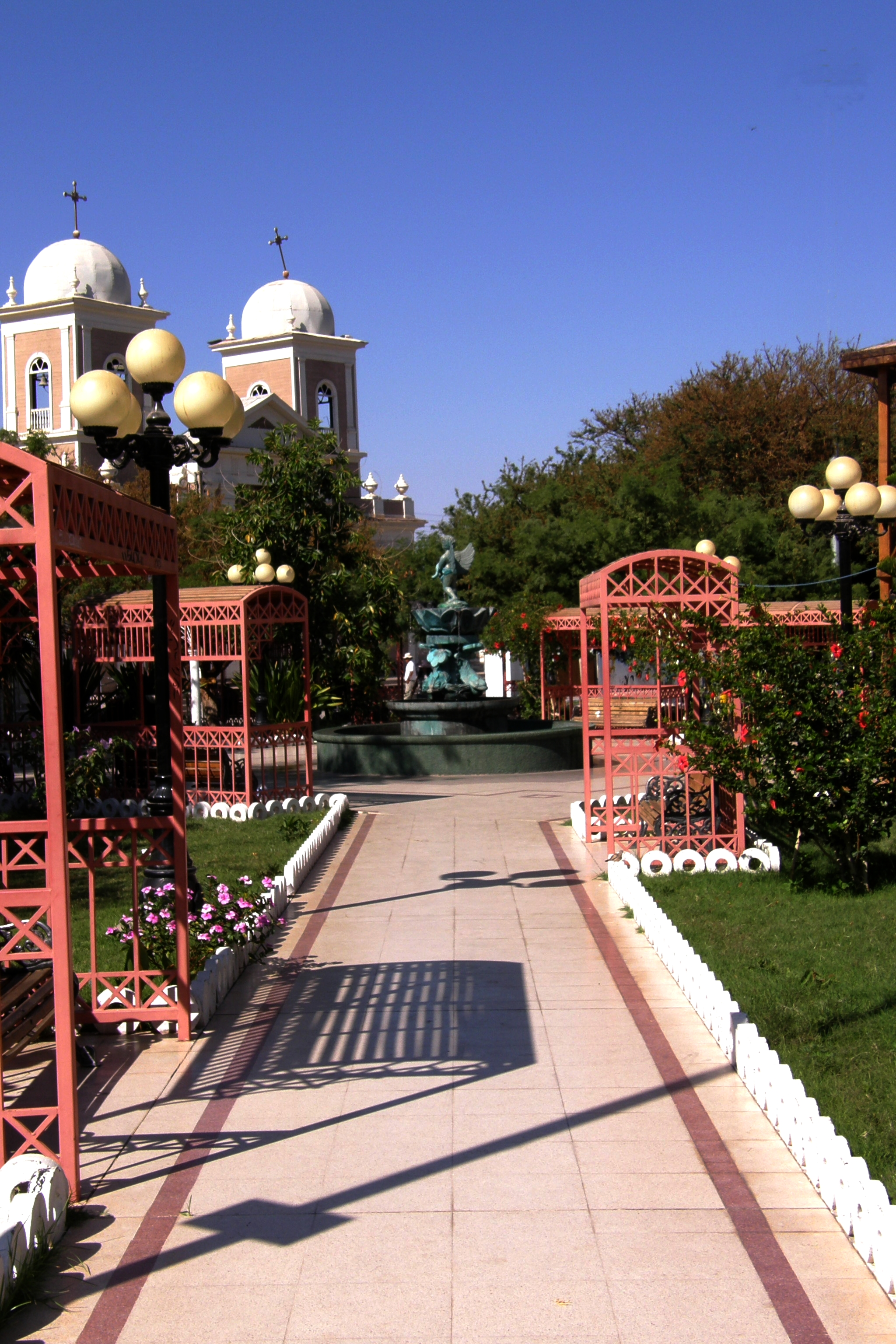
Hauptplatz
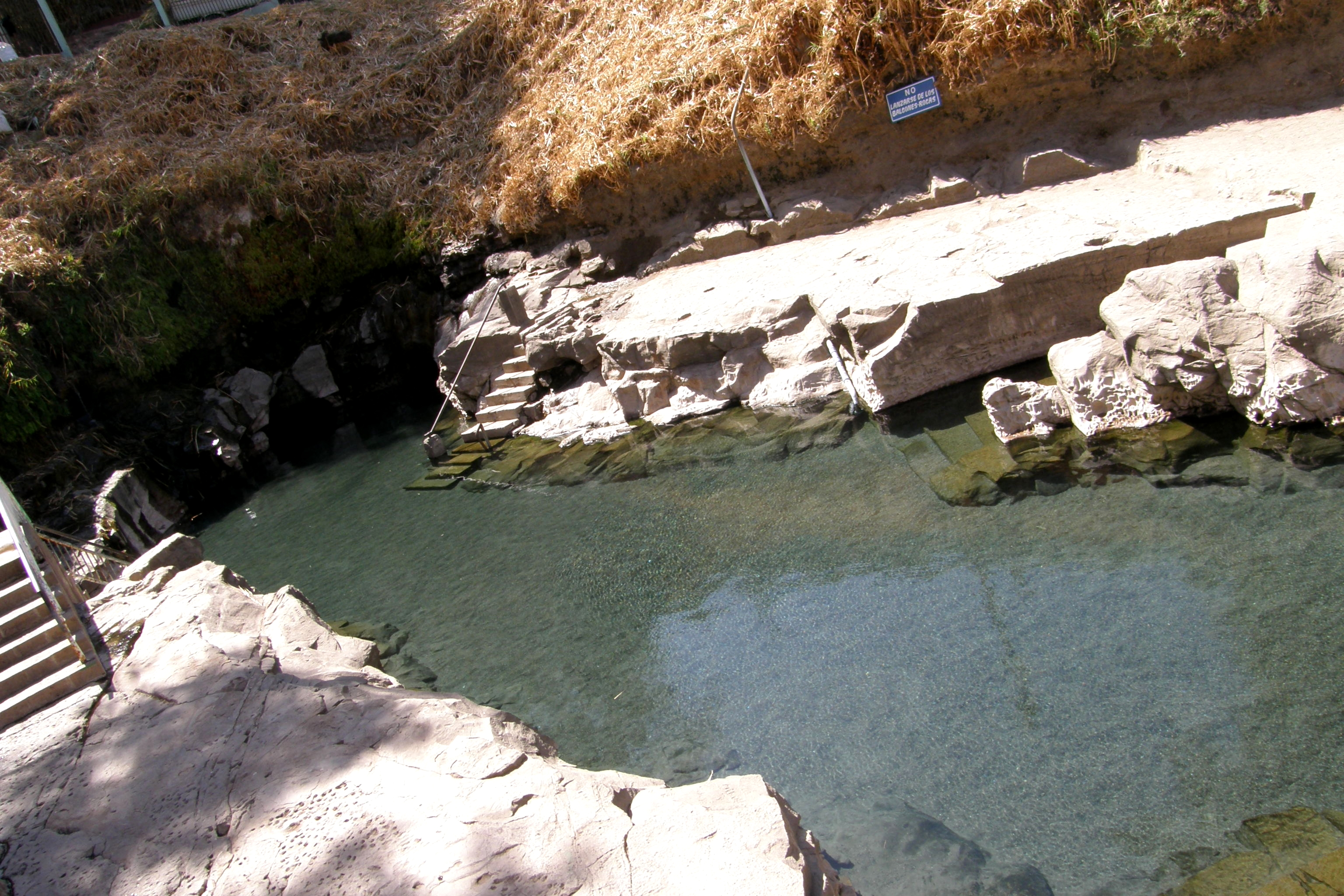
La Cocha Resbaladero
Bergwerk Collahuasi